# ضريح أردشير الثالث الأخميني
ضريح أردشير الثالث (بالفارسية: آرامگاه اردشیر سوم) هو ضريح تاريخي يعود إلى أخمينيون، ويقع في تخت جمشيد. هذا المبنى هو قبر أردشير الثالث الأخميني. يتم سرد القبر تابعة لتخت جمشيد في اليونسكو.

## معرض الصور

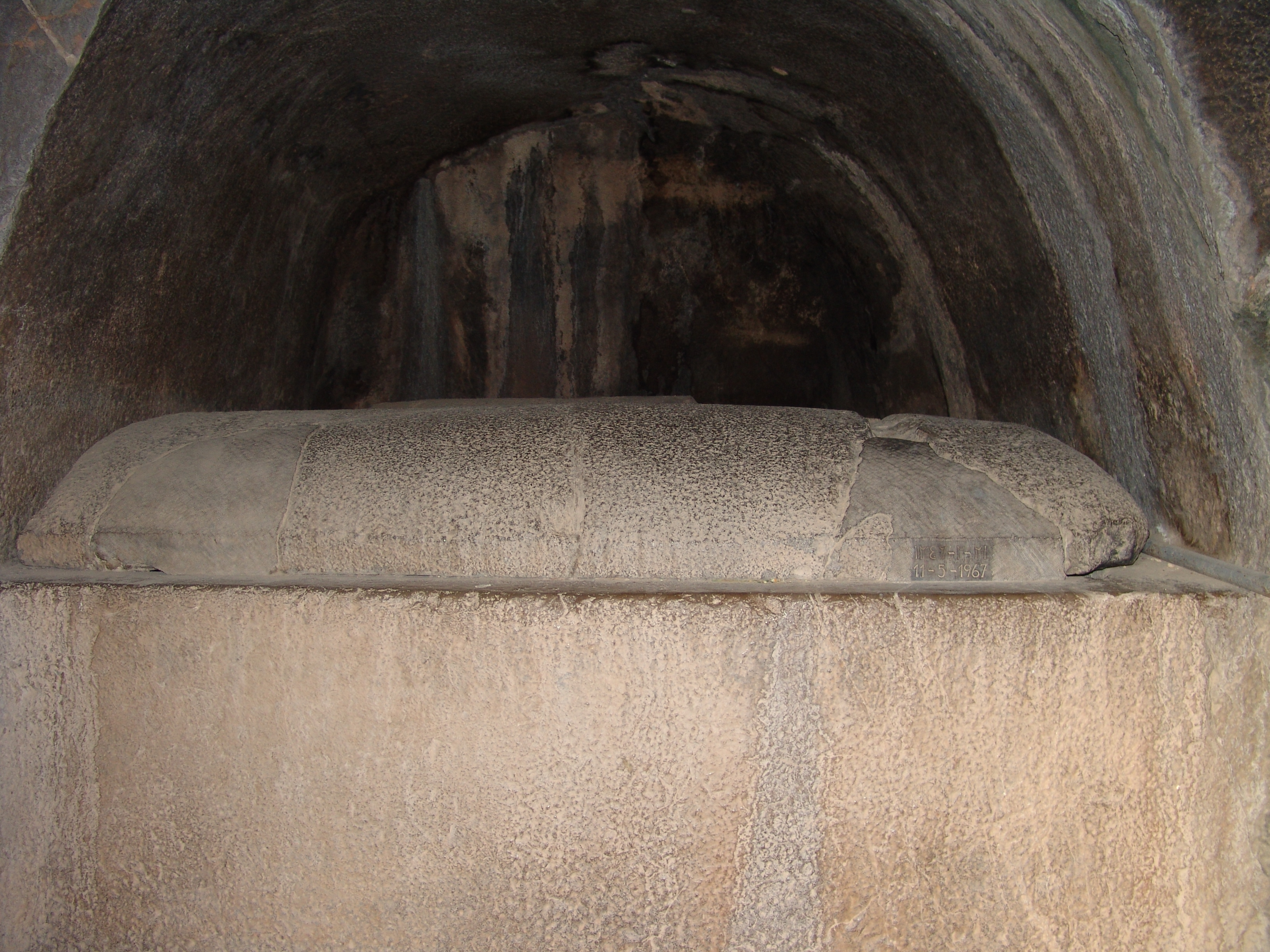
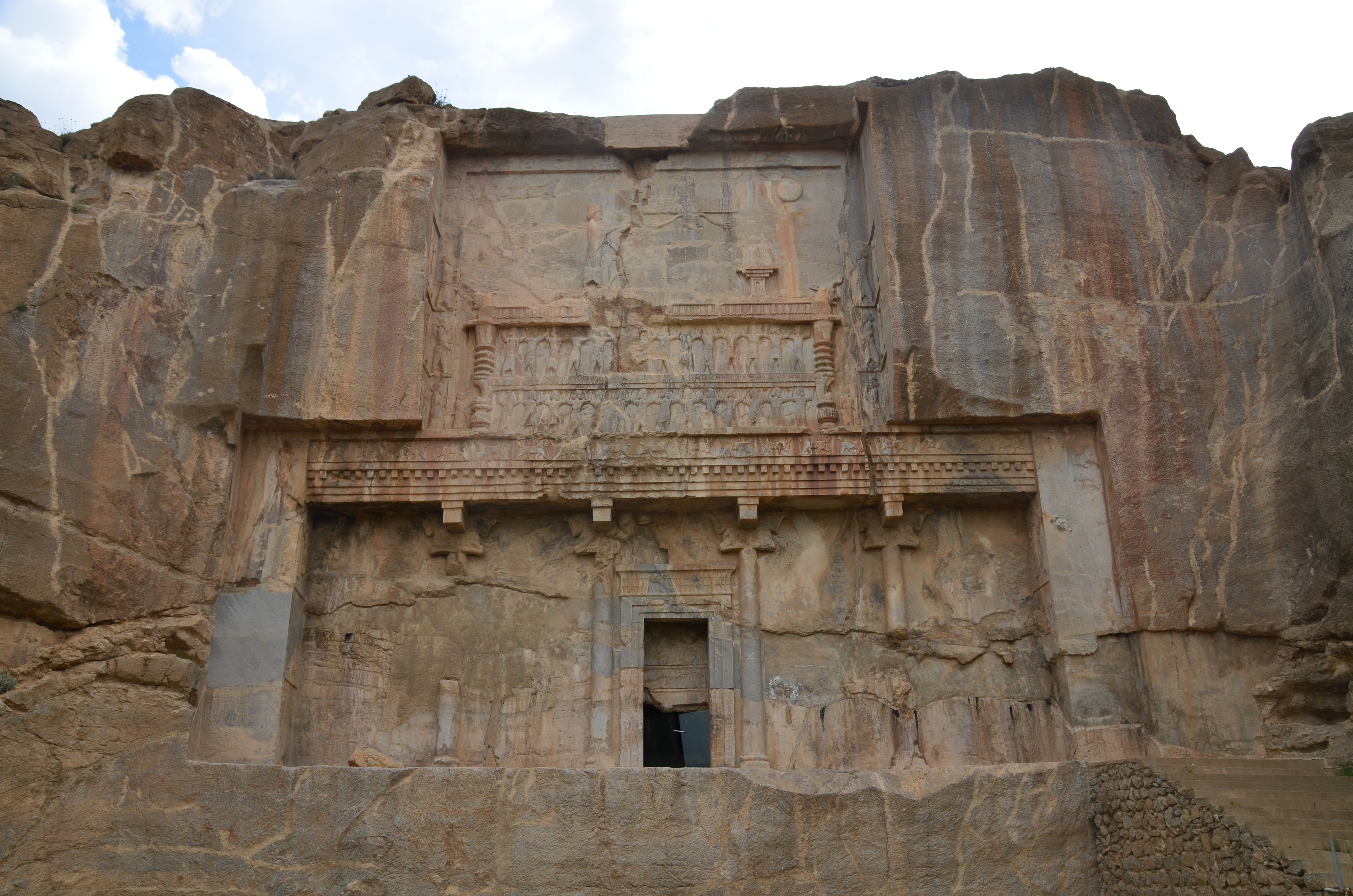
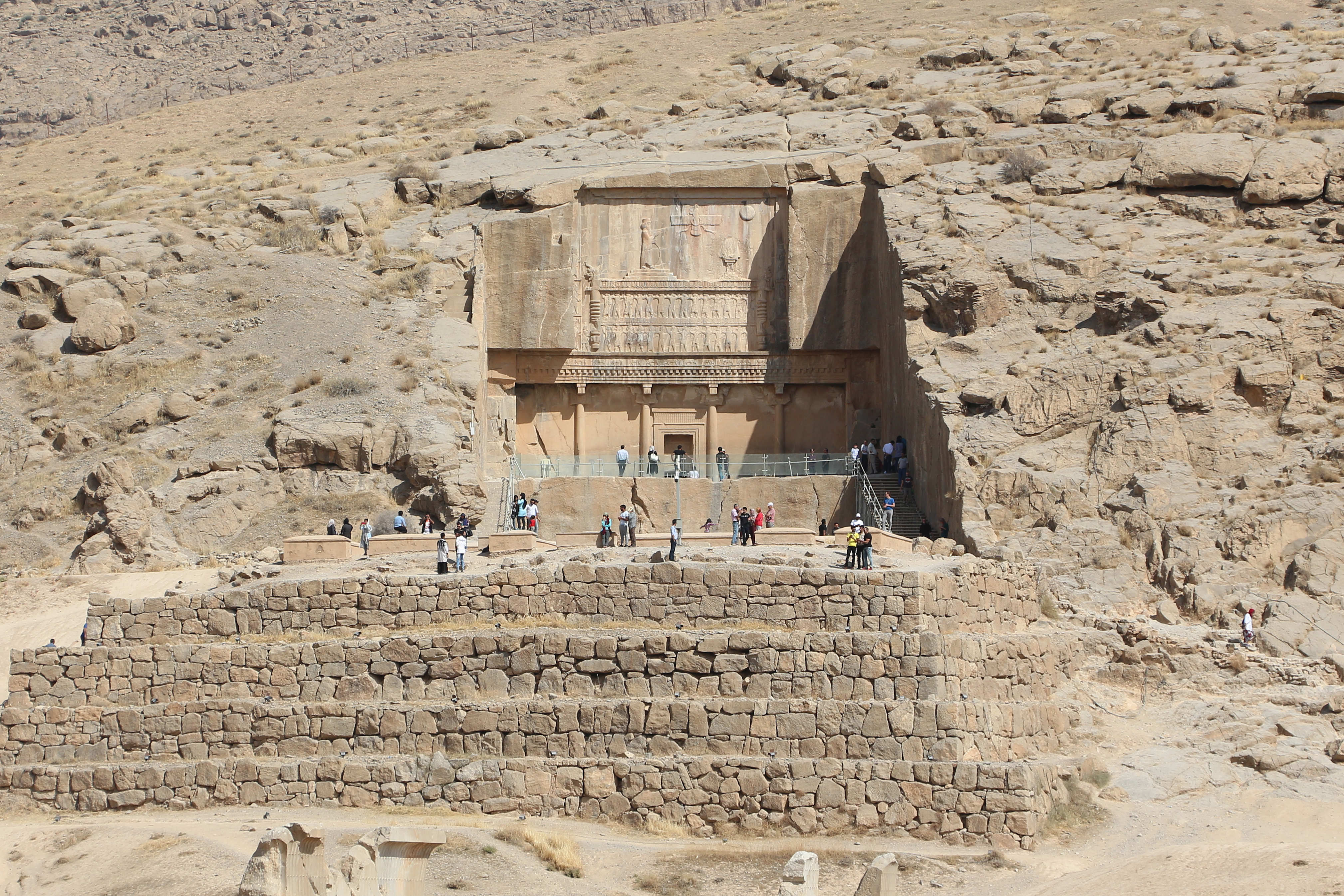
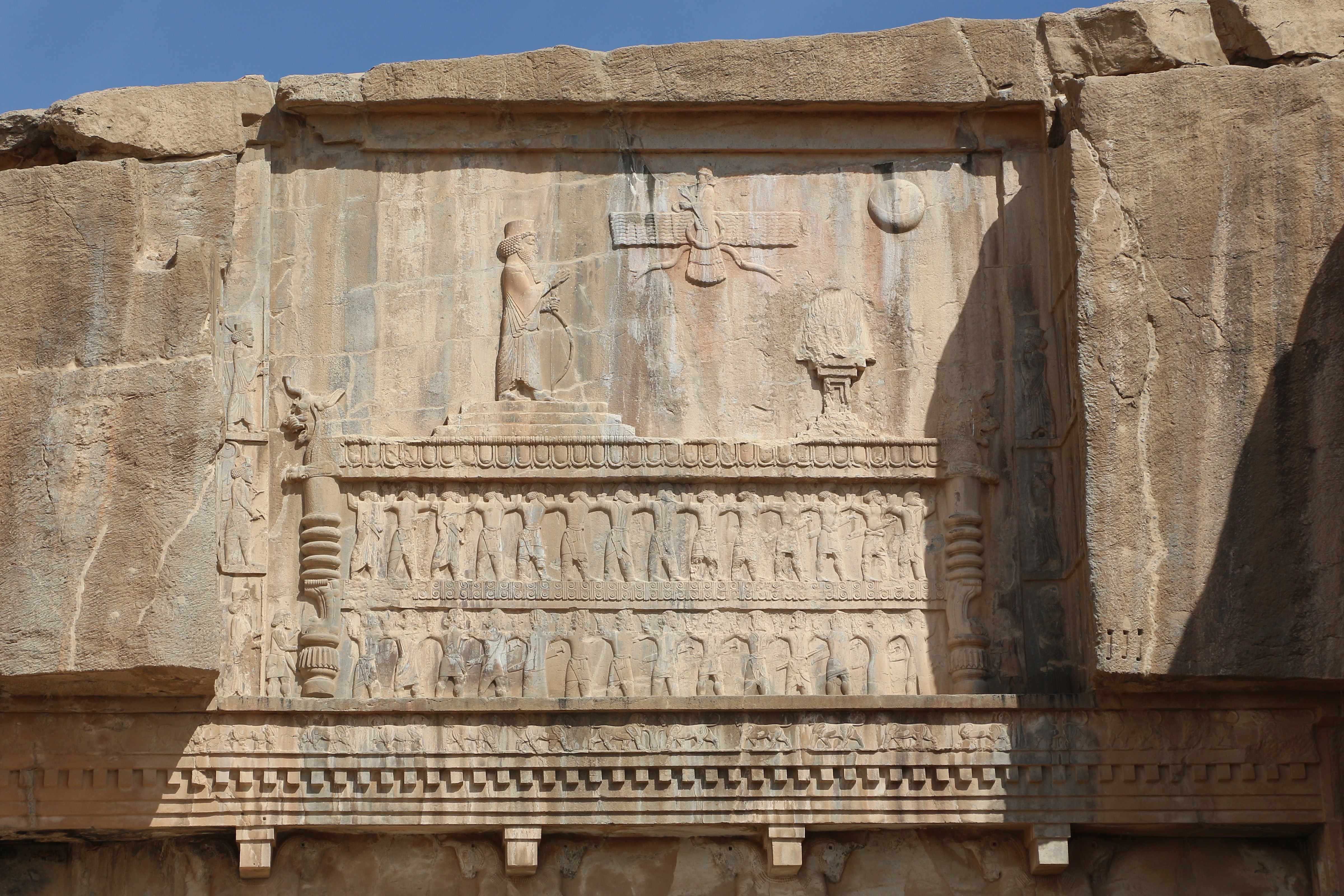
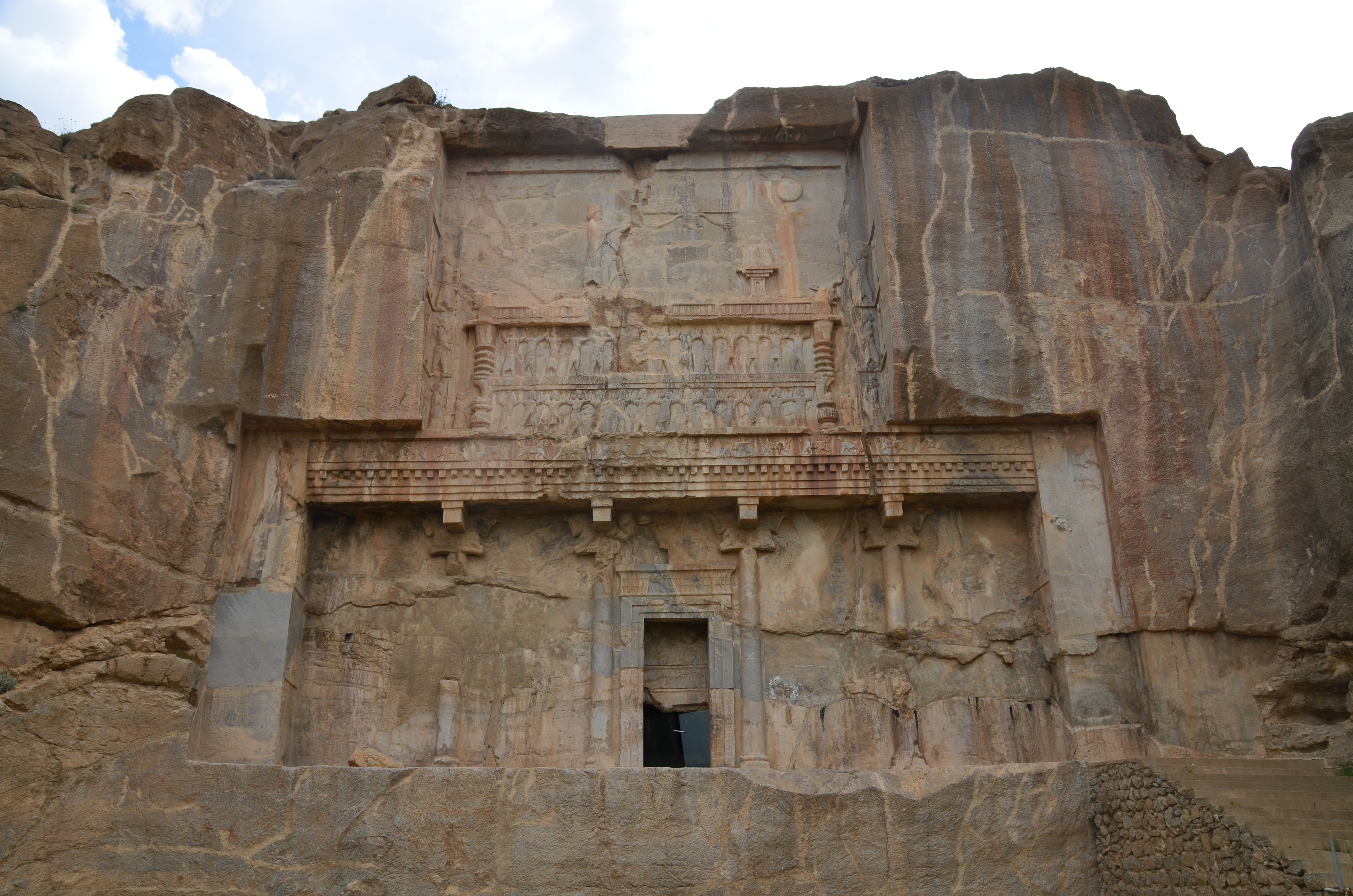
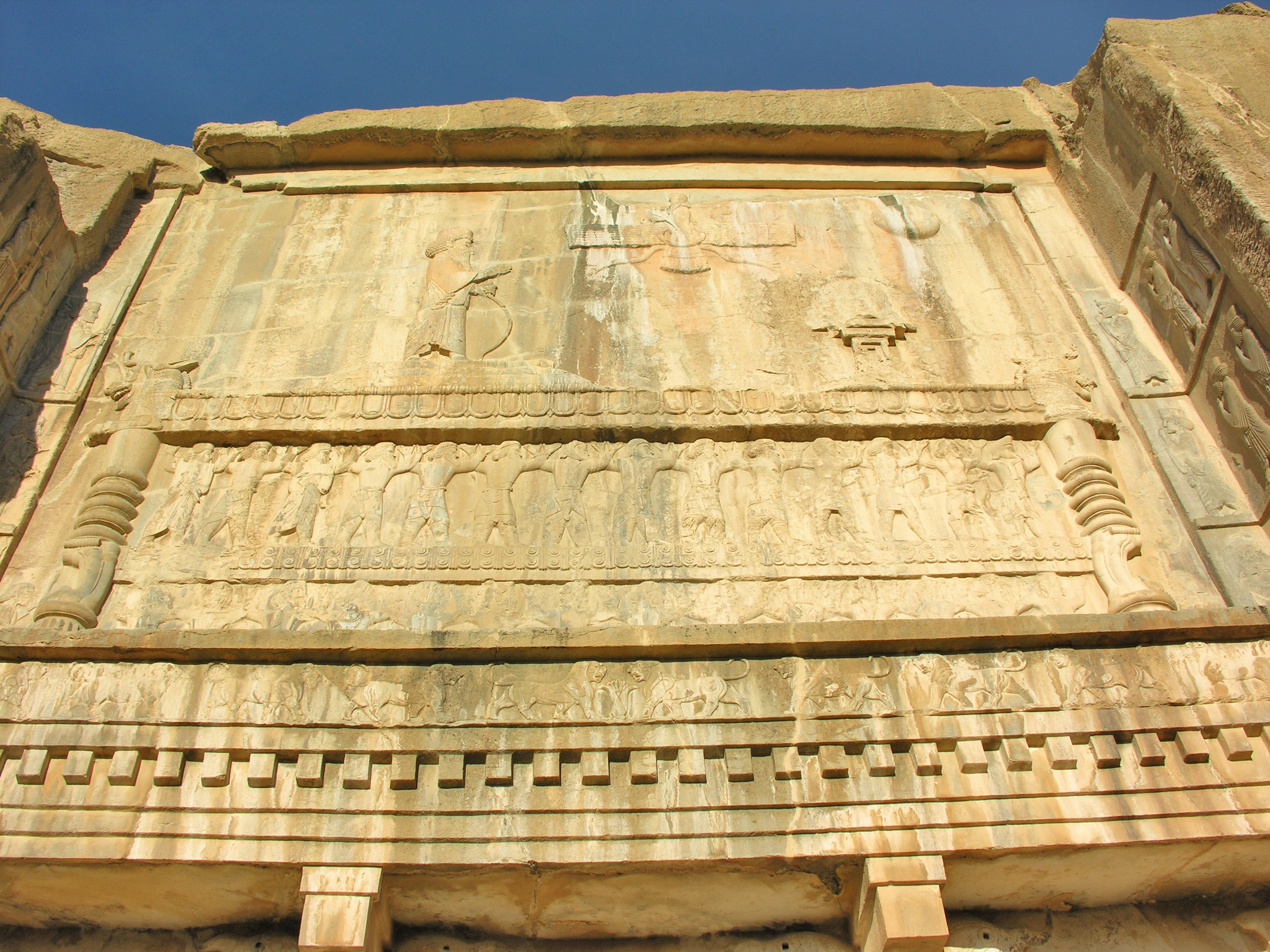
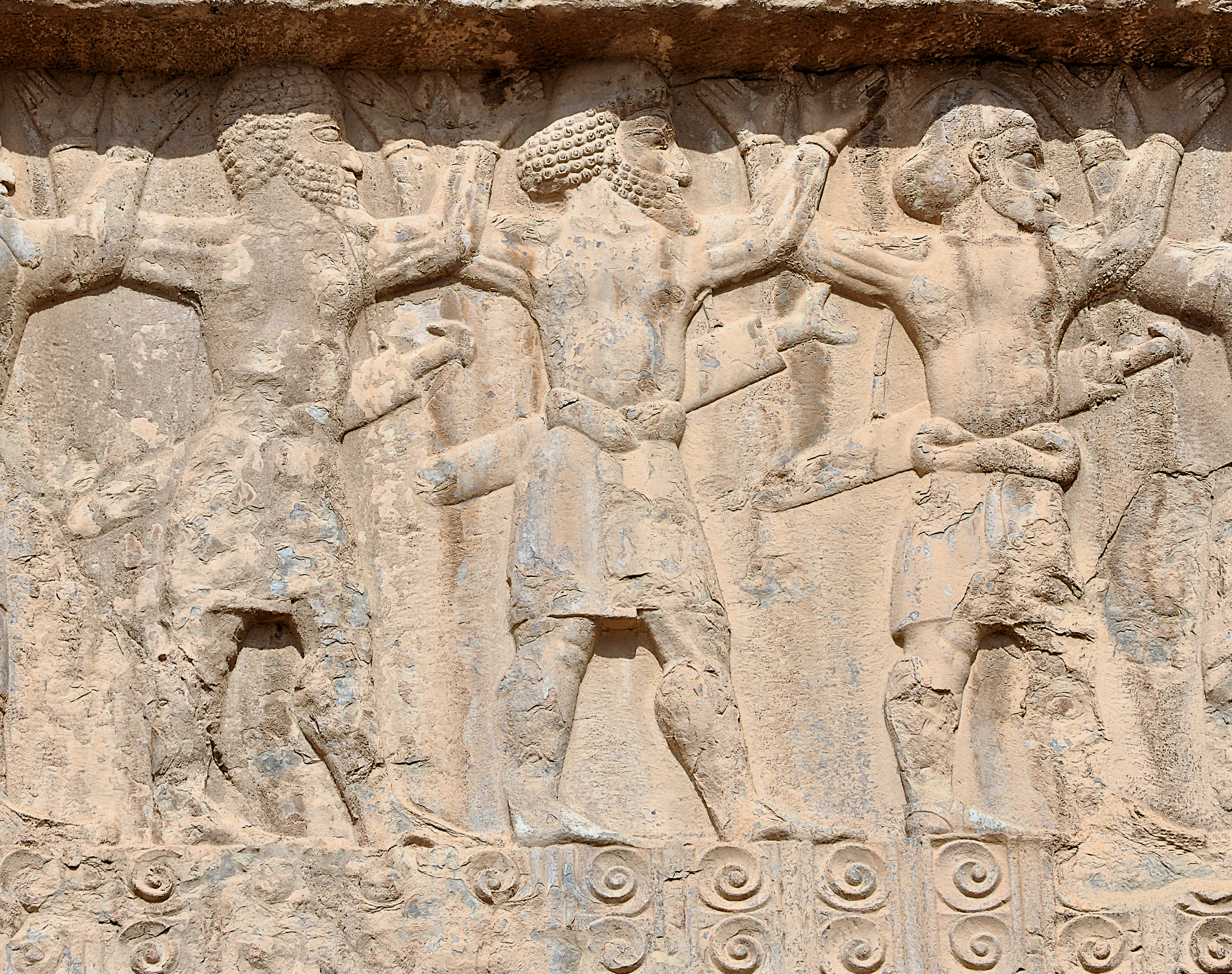
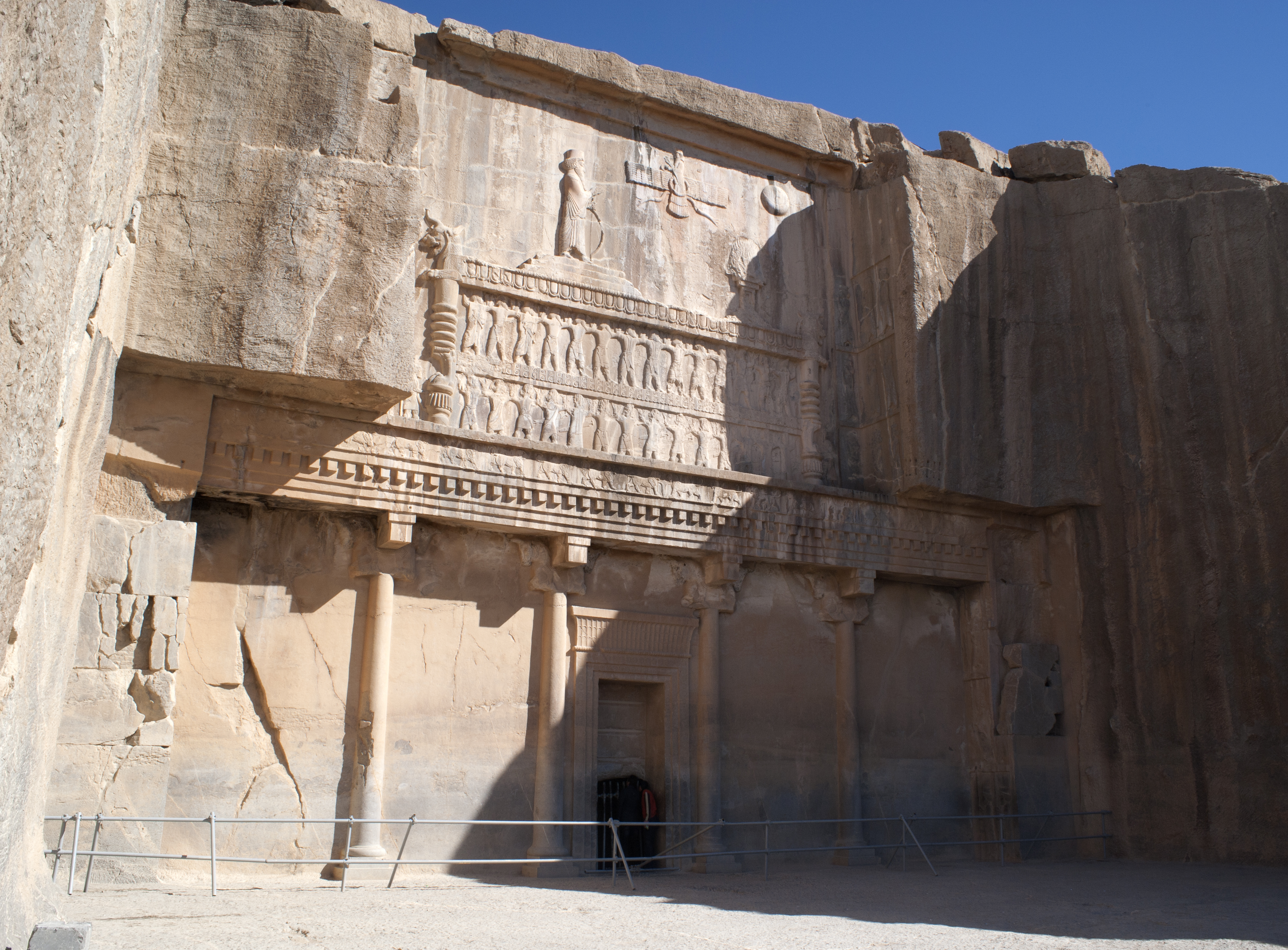